# 蓝翅希鹛
蓝翅希鹛（学名：Actinodura cyanouroptera），是斑翅鹛属的一种，是海拔迁徙的候鸟，分布于香港、不丹、老挝、中国大陆、越南、印度、泰国、缅甸、马来西亚、尼泊尔和柬埔寨。全球活动范围约为2,840,000平方千米。该物种的保护状况被评为无危。
蓝翅希鹛的平均体重约为17.4克，體長約15公分。栖息地包括亚热带或热带的高海拔疏灌丛、亚热带或热带的湿润山地林和耕地。该物种的模式产地在尼泊尔。
它曾属于Minla、Siva。

## 亚种
蓝翅希鹛共8個亞種，當中7個已確認。
- 。分布于印度東北部與緬甸西部。
- （学名：（？））。分布于中国四川。
- 蓝翅希鹛指名亚种（学名：Actinodura cyanouroptera cyanouroptera）。分布于印度北部與東北部、尼泊爾與不丹。
- 蓝翅希鹛越南亚种（学名：Actinodura cyanouroptera orientalis）。為越南特有亞種，多見於越南東南部。
- 。分布于泰國東南部與柬埔寨西南部
- 。分布于緬甸東部至南部與泰國西北部。
- 。分布于馬來半島北部與泰國。
- 蓝翅希鹛西南亚种（学名：Actinodura cyanouroptera wingatei）。分布于缅甸、泰国、老挝、越南以及中国的四川、云南、广西、湖南、海南等地。该物种的模式产地在云南昆明。[6]